# Fripp Island
Fripp Island est une île des États-Unis en Caroline du Sud, une des Sea Islands dans le comté de Beaufort.

## Géographie
Elle s'étend sur plus de 4,8 km de longueur pour une largeur maximale d'environ 2,7 km. 